# Thérèse Reignier
Thérèse Reignier est une actrice française née à Annecy le 10 septembre 1891 et morte le 16 octobre 1952 en son domicile dans le 16e arrondissement de Paris

## Biographie
Thérèse Reignier a travaillé exclusivement sous la direction de Jean Choux dont elle est devenue l'épouse en 1931.
Évoquant les films muets réalisés par Jean Choux, Claude Beylie et Philippe d'Hugues notent que « dans tous ces films on retrouve la comédienne Thérèse Reignier, issue comme Michel Simon de la troupe Pitoëff ».

## Filmographie
- 1925 : La Vocation d'André Carel ou La Puissance du travail de Jean Choux : la mère Lugrin
- 1926 : La Terre qui meurt de Jean Choux : Éléonore Lumineau
- 1928 : Le Baiser qui tue de Jean Choux
- 1929 : Espionnage ou la Guerre sans armes de Jean Choux : Mme Estienne
- 1929 : Chacun porte sa croix de Jean Choux : Mme Dardelle mère
- 1930 : La Servante de Jean Choux
- 1934 : L'Ange gardien ou Le marin chantant de Jean Choux
- 1935 : Maternité de Jean Choux
- 1938 : Paix sur le Rhin de Jean Choux : Mme Muller